# Liste des phares en Ontario
La liste des phares en Ontario dresse la liste des phares de la
province canadienne de l'Ontario répertoriés par la Garde côtière canadienne, sur les rives des Grands Lacs.
Leur préservation est assurée par le Heritage Lighthouse Protection Act (en) ou par des propriétaires privés et sont répertoriés comme phare patrimonial par la Commission des lieux et monuments historiques du Canada (avec *).

## Lac Supérieur
| - Phare de Pie Island - Phare de Thunder Bay Main - Phare de Welcome Island - Phare de Angus Island - Phare de Trowbridge Island - Phare de Porphyry Point - Phare de Shaganash Island - Phare de Lamb Island - Phare de Battle Island - Phare de Slate Islands | - Phare de Otter Island - Phare de Davieaux Island - Phare de Michipicoten Island - Phare de Caribou Island - Phare de Michipicoten Harbour - Phare de Coppermine Point - Phare de Corbeil Point - Phare de l'Île-Parisienne - Phare de Gros Cap Reef - Phare de Pointe aux Pins |

## Lac Huron
| - Phare de Shoal Island - Phare de Wilson Channel - Phare de West Sister Rock - Phare de McKay Island - Phare de Mississagi Strait - Phare de Great Duck Island - Phare de Cape Robert - Phare de Gore Bay (Janet Head) - Phare de Kagawong - Phare de Providence Bay - Phare de Michael's Bay - Phare de South Baymouth range - Phare de Little Current - Phare de Strawberry Island - Phare de Manitowaning - Phare de Badgeley Island - Phare de Killarney Northwest - Phare de Killarney East | - Phare de Lonely Island - Phare de Cove Island - Phare de Tobermory (Big Tub) - Phare de Flowerpot Island - Phare de Cabot Head - Phare de Stokes Bay - Phare de Lion's Head Harbour - Phare de Bustard Rocks Range - Phare de French River Range - Phare de Cape Croker - Phare de Griffitch Island - Phare de Gereaux Island - Phares de Byng Inlet Range - Phares de Pointe au Baril Range - Phare de Red Rock - Phare de Snug Harbour Range - Phares de Jones Island Range - Phare de Spruce Island Shoal | - Phare de Cape Robert Lantern - Phare de Western Island - Phare de Meaford - Phare de Hope Island - Phare de Christian Island - Phare de Nottawasaga Island - Phare de Giants Tomb - Phare de Nancy Island - Phare de Brébeuf Island - Phare de Beausoleil Island - Phare de Midland Point Range - Phare de Victoria Harbour - Phares de Saugeen River Range - Phare de Stokes Bay Range - Phare de Chantry Island - Phare de McNab Point - Phare de Kincardine - Phare de la pointe Clark - Phare de Goderich |

## Lac Érié
| - Phare de Point Edward - Phare de Corunna - Phare de Pelee Passage - Phare de Thames River - Phare de Boblo Island - Phare de Colchester Reef - Phare de Kingsville - Phare de Leamington - Phare de Pelee Island - Phare de Pelee Passage - Phare de Southeast Shoal | - Phare de Rondeau West Breakwater - Phare de Port Stanley - Phare de Port Burwell - Phare de Long point Cut - Phare de Long Point - Phare de Port Dover - Phare de Port Maitland - Phare de l'Île-Mohawk - Phare de Port Colborne - Phare de Point Abino |

## Lac Ontario
| - Phare de Niagara River - Phare de Port Weller - Phare de Port Dalhousie - Phare de Burlington Canal - Phare de Oakville - Phare de Port Credit - Phare de Toronto East - Phare de Queen's Wharf - Phare de Gibraltar Point - Phare de Toronto Harbour - Phare de Cobourg East - Phare de Presqu'île Point - Phare de Scotch Bonnet Island - Phare de Salmon Point | - Phare de Point Petre - Phare de False Duck Island - Phare de Prince Edward Point - Phare de False Ducks - Phare de Main Ducks Island - Phare de Pigeon Island - Phare de Nine Mile Point - Phare de Knapp Point - Phare de Wolfe Island - Phare de Cole Shoal Range Rear - Phare de Prescott Heritage Harbour - Phare de Windmill Point - Phare de Dickinson Landing - Phare de Lancaster Range |